# Canale Monterano
Canale Monterano è un comune italiano di 4 157 abitanti della città metropolitana di Roma Capitale nel Lazio. Canale Monterano è il nuovo borgo di Monterano, oggi città fantasma.
L'abitato da cui ha avuto origine Canale è sorto, attorno alla metà del XVI secolo, per opera di braccianti e taglialegna provenienti dalla Toscana e dall’Umbria, chiamati a disboscare le fitte macchie che ricoprivano il territorio. Le loro prime abitazioni furono semplici capanne, costruite ai piedi del Monte Sassano.
Alla crescita demografica di Canale di Magliano (così era denominato il nucleo di capanne) contribuirono, progressivamente, anche gli abitanti del vecchio abitato di Monterano che, per una concomitanza di fattori, stava subendo un graduale processo di spopolamento, culminato al principio dell’Ottocento.
Col tempo furono edificati i cosiddetti “castelletti”, piccoli nuclei di case sparsi lungo le pendici del monte, ma solo in seguito Canale acquisì l’aspetto di un vero e proprio borgo, con abitazioni e botteghe affacciate lungo la strada che oggi corrisponde al Corso della Repubblica.
Dal 1873, con Regio Decreto, Canale e Montevirginio, uniti da una storia comune, assunsero la denominazione di “Canale Monterano”, nome che sancisce inoltre l’indissolubile legame tra l’antica Monterano e gli odierni centri abitati.
Al centro di piazza del Campo campeggia una fontana ottagonale proveniente dall’antico borgo abbandonato e opera della scuola berniniana. Il palazzo comunale di Canale Monterano, risalente ai primi anni del Novecento, si affaccia sulle campagne circostanti e sui Monti della Tolfa e custodisce numerose testimonianze utili a ricostruire la storia del territorio. Oltre a reperti lapidei di epoca romana, ospita anche la monumentale scultura raffigurante un leone e attribuita al Bernini, originariamente posta sulla fontana del Palazzo Altieri di Monterano.

## Geografia fisica

### Territorio
Il comune di Canale Monterano si trova sui rilievi dei monti Sabatini, ad occidente rispetto al lago di Bracciano e appartiene di fatto alla più vasta regione tolfetano-sabatina, della quale custodisce le caratteristiche geologiche.

### Clima
- Classificazione climatica: zona D, 1952 GR/G

### Flora

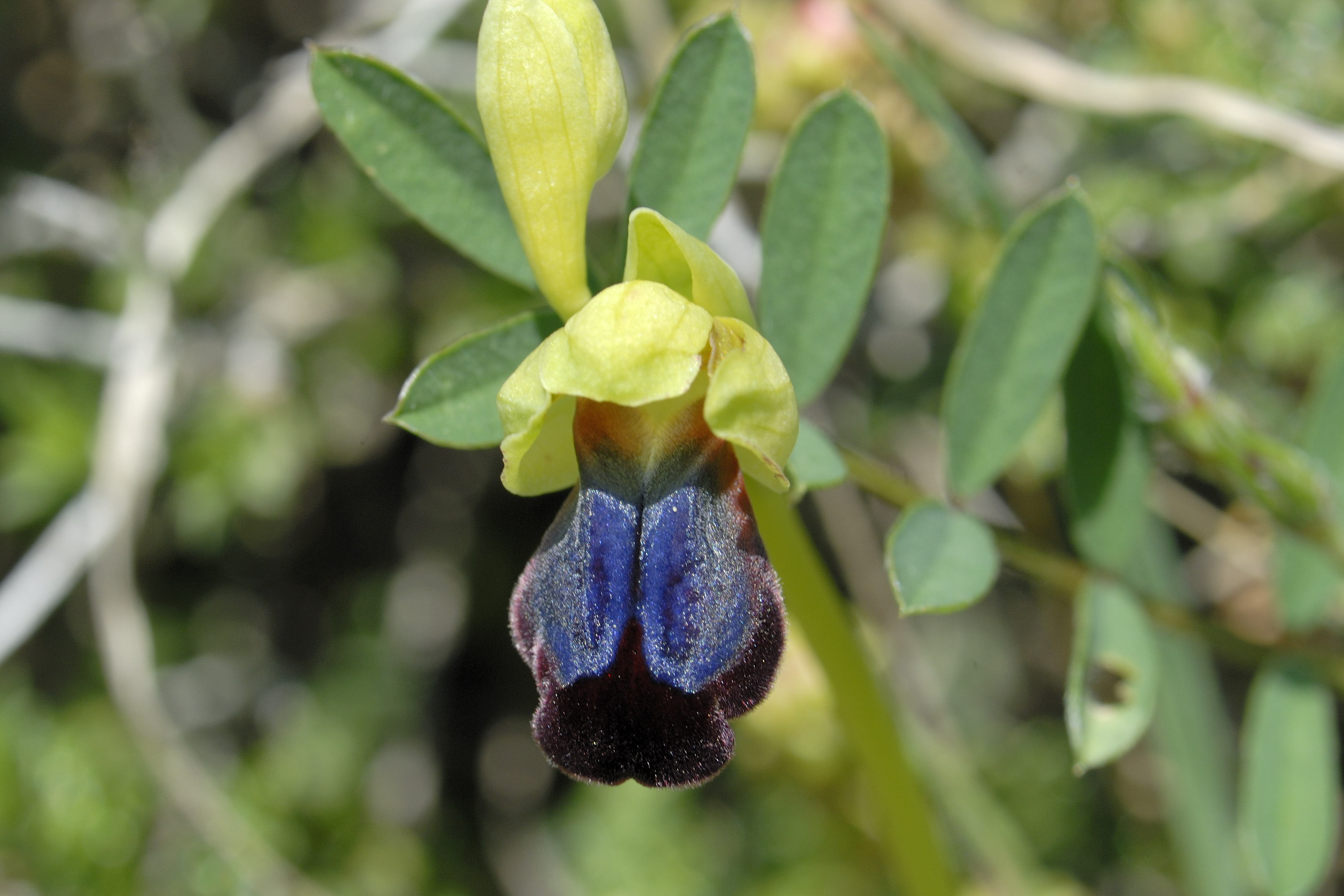
Ofride scura (Ophrys iricolor)

Il paesaggio vegetale dei dintorni di Canale Monterano è assai ricco e variato, grazie agli effetti dell’afflusso continuo di umidità dal mare che abbassa i limiti altimetrici della vegetazione (cioè si trovano a quote più basse piante che dovrebbero stare in zone collinari più elevate o addirittura montane, come il faggio): questo insieme di fattori viene definito dai botanici come “effetto colchico”. Importante anche il peso delle caratteristiche microclimatiche, cioè al clima di singoli, limitati ambienti quali le forre sul fondo delle quali, anche nelle estati più secche, troviamo aria fresca e un certo tasso di umidità grazie alla ricchezza di acqua, alla bassa insolazione e alla protezione dai venti. Per tutti questi motivi la Riserva naturale ospita, a stretto contatto, specie di ambiente appenninico quali il faggio e specie di ambito strettamente mediterraneo, come il leccio, specie di areale balcanico come il bagolaro e specie “africane”, come la tamerice.

### Fauna

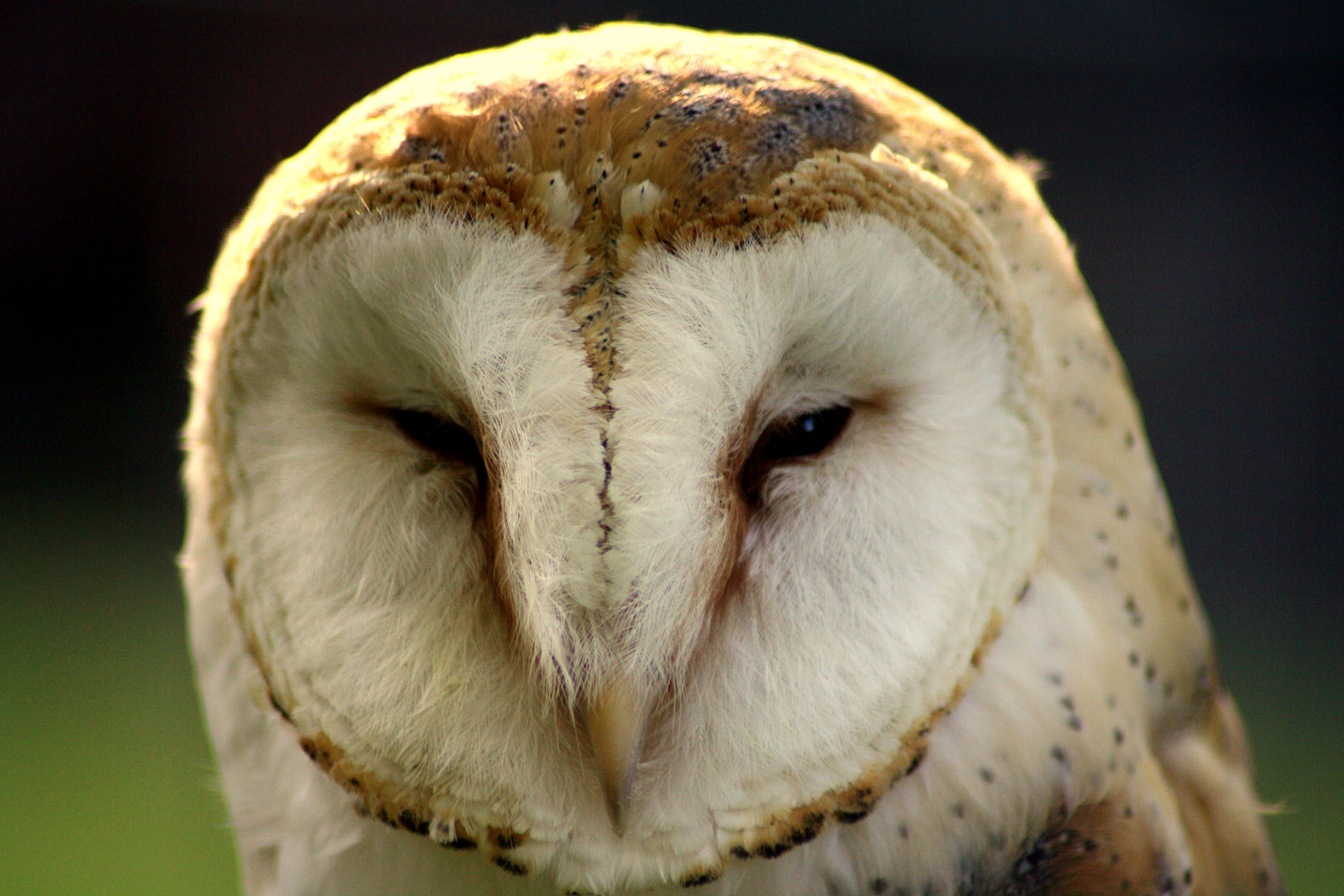
Barbagianni (Tyto alba)

La zona fornisce l'alloggio a una fauna ricca e varia che comprende ben 24 specie inserite nelle Liste Rosse (Libro Rosso degli animali d’Italia), nonché negli elenchi di interesse comunitario, ospitando il 31% della fauna italiana e ben il 56% di quella laziale. Complessivamente sono state censite 142 specie di vertebrati, con 24 specie inserite nella Lista Rossa (il 19% del totale), un valore assai elevato per un territorio di dimensioni limitate, a conferma della varietà degli habitat presenti e del loro buono stato di conservazione.
Le presenze faunistiche sono di notevole interesse: fra i mammiferi presenti la martora, il tasso, l'istrice, numerosi cinghiali: questi ultimi, spesso di razza ungherese, sono il motivo per un'intensa attività di bracconaggio all'interno dell'area protetta e nelle riserve venatorie private ad essa vicine. Ricco l'elenco dei rapaci che comprende il lanario, la poiana, il biancone, il nibbio reale, il nibbio bruno, il gheppio, l'albanella minore e, come presenza ormai del tutto occasionale, il capovaccaio. Numerosi i rapaci notturni che nidificano nei vecchi tronchi o tra le rovine: tra essi il gufo comune, il barbagianni, l'allocco e la civetta. Tra i rettili presenti la testuggine comune, il biacco, il colubro d'Esculapio e la luscengola.

## Storia

### Simboli
Lo stemma del comune di Canale Monterano è stato riconosciuto con decreto del capo del governo del 3 maggio 1940.

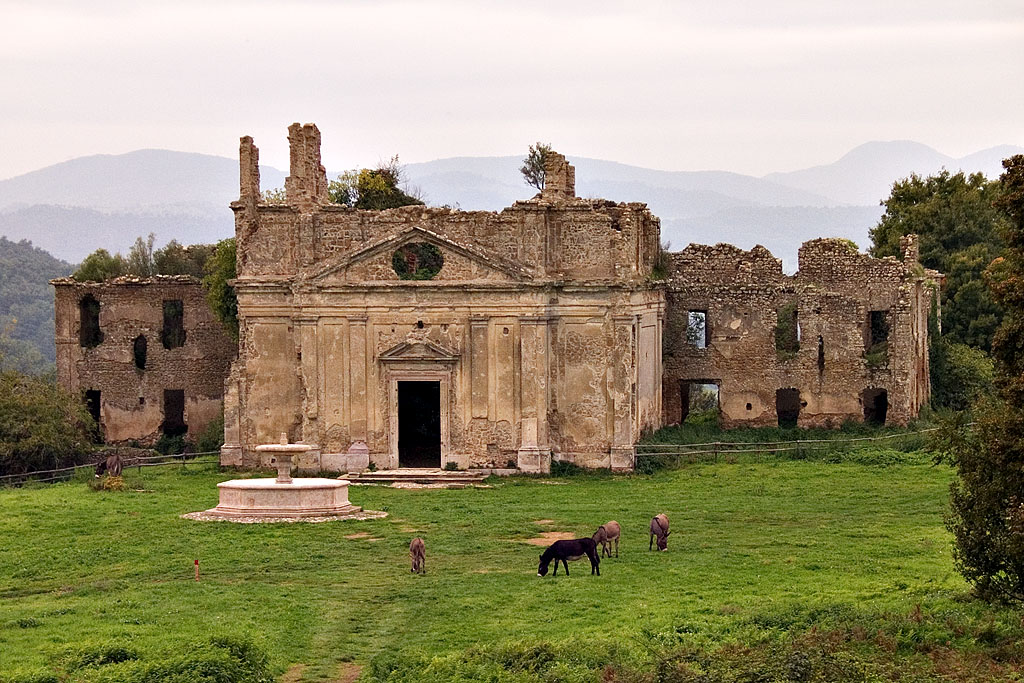
Rovine di Monterano

## Monumenti e luoghi d'interesse

### Architetture religiose

#### Parrocchia di Santa Maria Assunta in Cielo
Forse già nel corso del Cinquecento fu innalzata la prima chiesa di Canale, un semplice edificio attualmente denominato Oratorio e sede della Confraternita del SS. Sacramento e del Sacrario dedicato ai Caduti di Canale Monterano. Prospiciente è l’attuale chiesa parrocchiale, edificata nel Settecento e intitolata a Santa Maria Assunta in Cielo, nome ereditato da uno degli antichi luoghi di culto di Monterano. L’interno (una sola navata e con due altari laterali) si richiama, invece, alla chiesa berniniana di San Bonaventura, anch’essa situata presso l’antico abitato. Nella parrocchia di Canale sono conservate alcune opere provenienti da Monterano, tra le quali le acquasantiere in marmo e la grande statua lignea dedicata alla Madonna dei Sette Dolori.

#### Eremo di Montevirginio
Prese forma nei primi anni del seicento quando gli Orsini di Bracciano e di Monterano furono promotori della costruzione di un eremo sul Monte Sassano, così chiamato per la presenza di numerosi massi di trachite, e che in seguito prese il nome di Monte Virginio, in onore del fondatore del convento Virginio Orsini, per poi cambiare ulteriormente nome in Monte Calvario dopo la costruzione di una Via Crucis (sebbene oggi sia conosciuto come Monte dell'Eremo). Il convento si presenta come un'imponente costruzione a pianta rettangolare, in tipico stile rinascimentale integrata armonicamente con l'ambiente naturale circostante. La parte centrale fu dedicata alla chiesa e altri annessi, mentre i due lati a destra e a sinistra della chiesa a celle per gli eremiti. All'interno si apre un ampio chiostro con una grande vasca nel mezzo. Nella chiesa, dedicata alla presentazione di Maria al tempio, spicca una tela fiamminga del XVII secolo attribuita a fra' Luca Di Nivelle. Il coro ha scanni in legno e quadri dello stesso autore, nella sacrestia vi è una grande pala dove sono effigiati alcuni membri della famiglia degli Orsini. La biblioteca conserva circa 8000 volumi, le 12 celle eremitiche, di stretta clausura sono collegate ciascuna da una scala a chiocciola con il sottostante giardinetto. L'Eremo, di proprietà dei Carmelitani, è centro di formazione dei novizi, di accoglienza di giovani e adulti in ricerca vocazionale, mentre il rifugio è luogo di incontro per gruppi che organizzano campi scuola, ritiri spirituali e convegni.

#### Chiesa della Madonnella
Delle numerose chiesette e cappelle, che punteggiavano il territorio e citate nei documenti antichi, resta ancora visibile, lungo la strada che conduce a Tolfa, la chiesa della Madonna del Quarto, detta della Madonnella.

### Aree naturali
Nel suo territorio si trova la riserva naturale regionale Monterano, splendido esempio di ambiente tolfetano, con le caratteristiche emergenze gassose della solfatara di Monterano, i boschi di quercia e i corsi d'acqua ancora integri.
Frequentato sin dalle epoche più remote in virtù delle proprietà terapeutiche delle sue acque, il sito termale di Stigliano conobbe un'importante frequentazione in epoca etrusca e poi romana, quando vi fu edificato un tempio e impiantato un articolato complesso termale, noto sotto il nome di Aquae Apollinares Veteres.

## Società
Musei
Museo del miele
Sacrario dei caduti

### Folklore

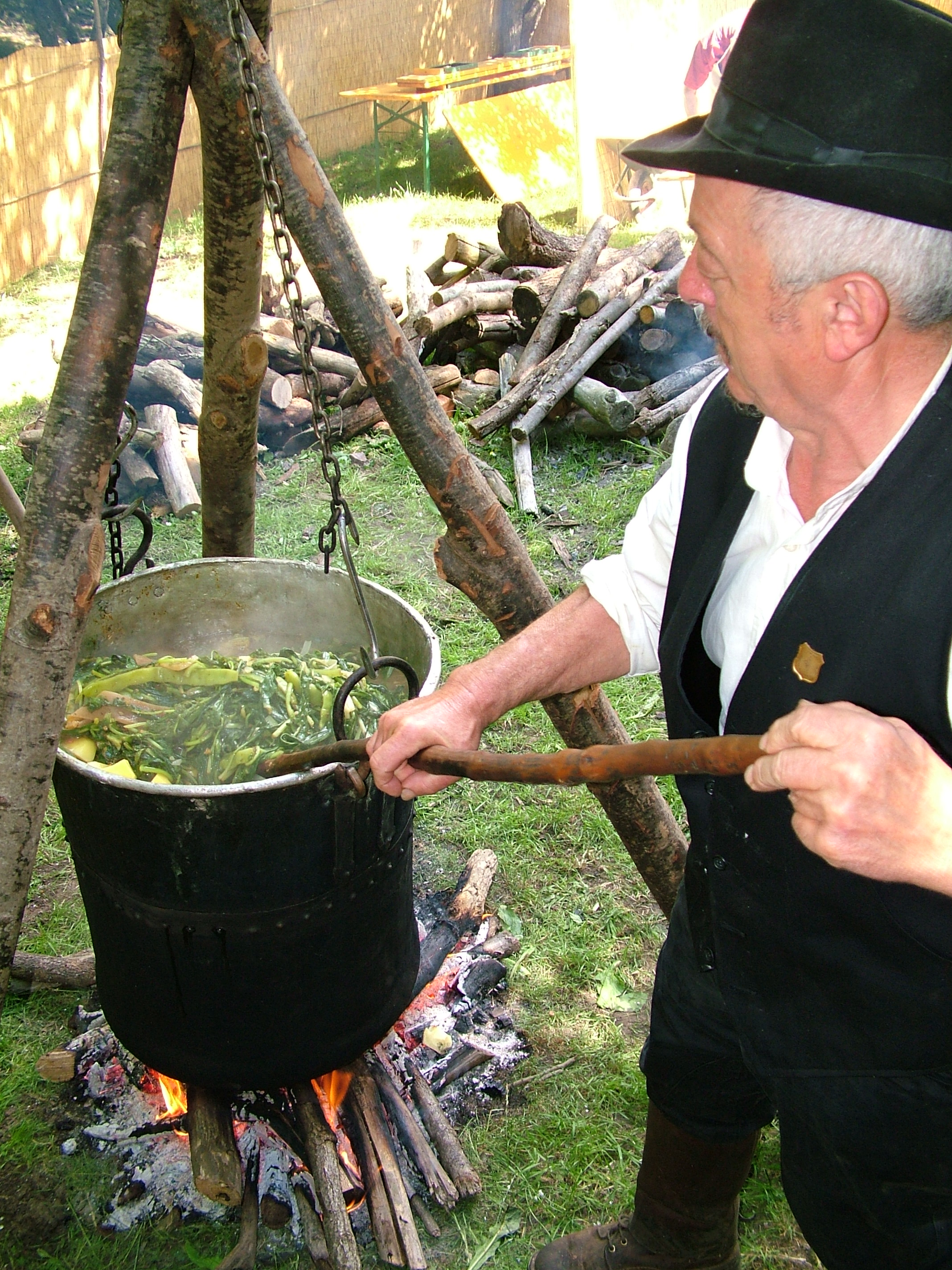
Acquacotta preparata dai Butteri

Posto a cavallo fra le province di Roma e di Viterbo, Canale Monterano conta poco più di 4 000 abitanti fieramente attaccati alle tradizioni. Le sei contrade, nate dai primissimi agglomerati urbani del ’500 definiti castelletti, sanciscono l’appartenenza degli abitanti di Canale Monterano che, animati da una sana rivalità, durante l’anno danno vita a sfide sportive molto sentite.
Tra gli eventi folkloristici, quello di maggiore importanza per gli abitanti del luogo è la Corsa del Bigonzo o Palio delle Contrade che si ripete ogni anno, alla fine del mese di agosto in onore dei Patroni San Bartolomeo e Santa Calepodia, martire romana, più precisamente una martire catacombale o corpo santo. Ogni squadra, formata da 4 corridori, disputa batterie a eliminazione diretta, correndo lungo il corso di Canale e portando in spalla una barella al cui centro viene incastrato un bigonzo (tipico recipiente in legno utilizzato per la vendemmia). I corridori, ognuno dei quali porta sulla spalla un braccio della barella, sono così “legati” tra loro e, mentre tentano di arrivare per primi al traguardo, devono cercare il più possibile la coordinazione per evitare rovinose cadute. La corsa è preceduta da una sfilata in abiti d’epoca, durante la quale ogni Contrada presenta i propri figuranti e i vestiti realizzati dalle sarte contradaiole, il tutto animato da sbandieratori, tamburini e giocolieri.
Tra gli altri eventi: il Presepe vivente a Monterano (tra dicembre e gennaio) e "Monterano: la rinascita di un feudo" (fine maggio), durante i quali l’antico abitato torna a vivere con centinaia di figuranti intenti in vecchi giochi, arti e mestieri.
Molto radicata la tradizione del buttero, una sorta di cowboy della Maremma. A Canale Monterano, la figura del buttero è ancora riconosciuta, apprezzata e tramandata da padre in figlio. Ogni anno, nel mese di maggio, viene organizzato il Riarto dei Butteri, una manifestazione che rievoca gli incontri organizzati dai butteri prima di partire per la transumanza, nei quali si scambiavano i beni di cui avrebbero avuto bisogno durante il viaggio e che si concludevano con libagioni e gare di abilità a cavallo.

### Prodotti tipici

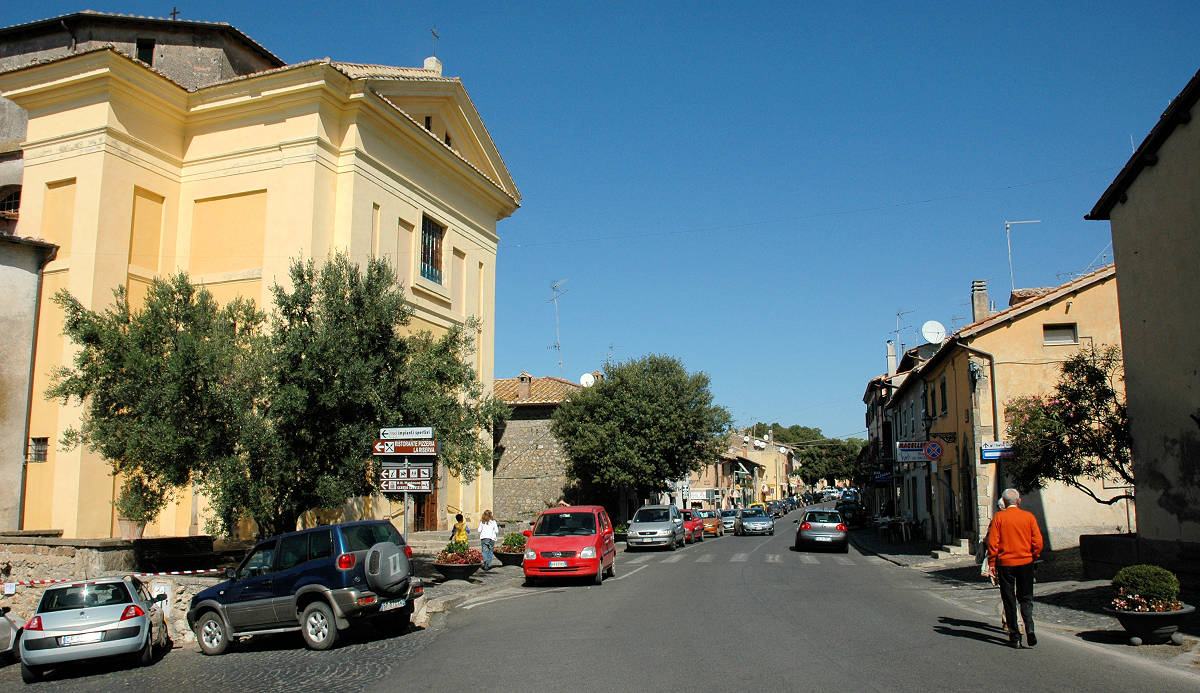
Corso della Repubblica

Il pane e l'olio rappresentano i prodotti culinari tipici di Canale Monterano.
Da oltre 400 anni a Canale Monterano si produce pane. Canale Monterano aderisce all'Associazione nazionale città del pane, un'associazione che raccoglie 50 comuni italiani di 15 regioni, interessati alla valorizzazione dei pani tipici legati al loro territorio e alla tutela della qualità del pane.
Anche la coltivazione dell'olivo e la produzione di olio fanno parte da sempre del patrimonio storico del territorio di Canale Monterano. Numerosi sono i reperti e le testimonianze storiche, tra cui la presenza dell'antico frantoio oleario, ubicato nel caratteristico borgo ottocentesco con accesso da via Monterano, che permetteva la produzione di olio dalle olive raccolte dagli oliveti storici di alcuni latifondisti e proprietari di piccoli fondi.
Dal 2003 l'olio, così come il pane di Canale Monterano, rientra in un piano di qualificazione e identità di tutti i prodotti agro-alimentari denominato "Il buono va piano".

### Terra di cinema

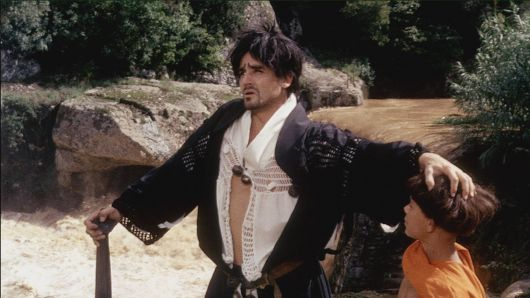
Brancaleone alle Crociate

Il territorio di Canale Monterano è da tempo uno delle ambienti di ripresa preferiti dal cinema italiano e internazionale. Già con Ben-Hur, vincitore nel 1960 di undici premi Oscar e quattro Golden Globe, passando per Il vangelo secondo Matteo, capolavoro del 1964 di Pier Paolo Pasolini, fino, e non solo, alla trilogia di Mario Monicelli (Brancaleone alle crociate, Il marchese del Grillo e Speriamo che sia femmina) da sempre innamorato di queste terre. Tutti queste opere e molte altre hanno condiviso il paesaggio di Canale Monterano, le rovine dell'antico abitato, le acque termali di Stigliano e la pace dell'Eremo di Montevirginio.
Oltre alle peculiarità naturali e storiche, la notorietà come location cinematografica è derivata anche dalla vicinanza a Roma e agli studi cinematografici di Cinecittà, dai quali può essere raggiunto in poco più di un'ora permettendo riprese in esterna a basso costo e mettendo a disposizione scenari ideali per la realizzazione di opere cinematografiche.
Alcune riprese del film su Gioacchino da Fiore Il Monaco che vinse l'Apocalisse di Jordan River sono state girate a Canale Monterano .

### Evoluzione demografica
Abitanti censiti

### Etnie e minoranze straniere
Secondo i dati ISTAT la popolazione straniera era di 249 persone, pari al 5,92% della popolazione.

## Infrastrutture e trasporti

### Ferrovie
|  | È raggiungibile dalla stazione di Manziana-Canale Monterano. |

## Amministrazione
Nel 1872 Canale cambia denominazione in Canale e Monte Virginio, e nel 1873 cambia denominazione in Canale Monterano.
| Periodo | Periodo   | Primo cittadino       | Partito      | Carica  | Note |
| ------- | --------- | --------------------- | ------------ | ------- | ---- |
| 2001    | 2006      | Marcello Piccioni     |              | Sindaco |      |
| 2006    | 2011      | Marcello Piccioni     | lista civica | Sindaco |      |
| 2011    | 2016      | Angelo Stefani        | lista civica | Sindaco |      |
| 2016    | in carica | Alessandro Bettarelli | lista civica | Sindaco |      |

### Gemellaggi
Qala, dal 2018

## Sport

### Calcio
- A.S.D. Canale Monterano Calcio che, nel campionato 2019-20, milita nel campionato maschile di Promozione.[20]
- A.S.D Atletico Monterano

### Pallavolo
- A.S.D. Leali di Monterano

### Rugby
- Montevirginio Mini Rugby che nel 2019-2020 milita nel campionato maschile di serie C.[21]